# Synagogue Bet Yaakov
La synagogue Bet Yaakov ou temple Cohen est une synagogue tunisienne située sur la rue de la Loire à Tunis, en Tunisie.

## Histoire
Cette synagogue est la première à être construite hors de la médina de Tunis. Elle porte le nom de Chalom Cohen qui en fait don à la communauté vers 1880-1890. Celui-ci a construit son palais non loin de là, sur la future avenue de Paris, et qui devient plus tard le Palais des sociétés françaises (actuel Conservatoire national de musique de Tunis). Au dessus de la porte d'entrée se trouve l'inscription en hébreu Bet Yaakov et un oculus entouré d'une étoile de David.